# Cycnoches aureum
Cycnoches aureum là một loài thực vật có hoa trong họ Lan. Loài này được Lindl. & Paxton mô tả khoa học đầu tiên năm 1852.